# Kranenburg (Alsó-Szászország)
Kranenburg település Németországban, azon belül Alsó-Szászország tartományban. Lakosainak száma 789 fő (2023. december 31.).

## A település részei
- Brobergen
- Kranenburg

Brobergen címere
Kranenburg címere

## Népesség
A település népességének változása:
| Lakosok száma | 714  | 734  | 721  | 771  | 779  | 789  |
|               | 2016 | 2017 | 2019 | 2021 | 2022 | 2023 |